# Albach (Wetter)
Der Albach ist ein knapp 7 km langer Bach im Süden des Vorderen Vogelsberges und ein rechter und nordwestlicher Zufluss der Wetter, der im hessischen Landkreis Gießen verläuft.

## Geographie

### Verlauf
Der Albach entspringt auf einer Höhe von etwa 240 m ü. NHN nordöstlich des Fernwalder Ortsteils Albach. 

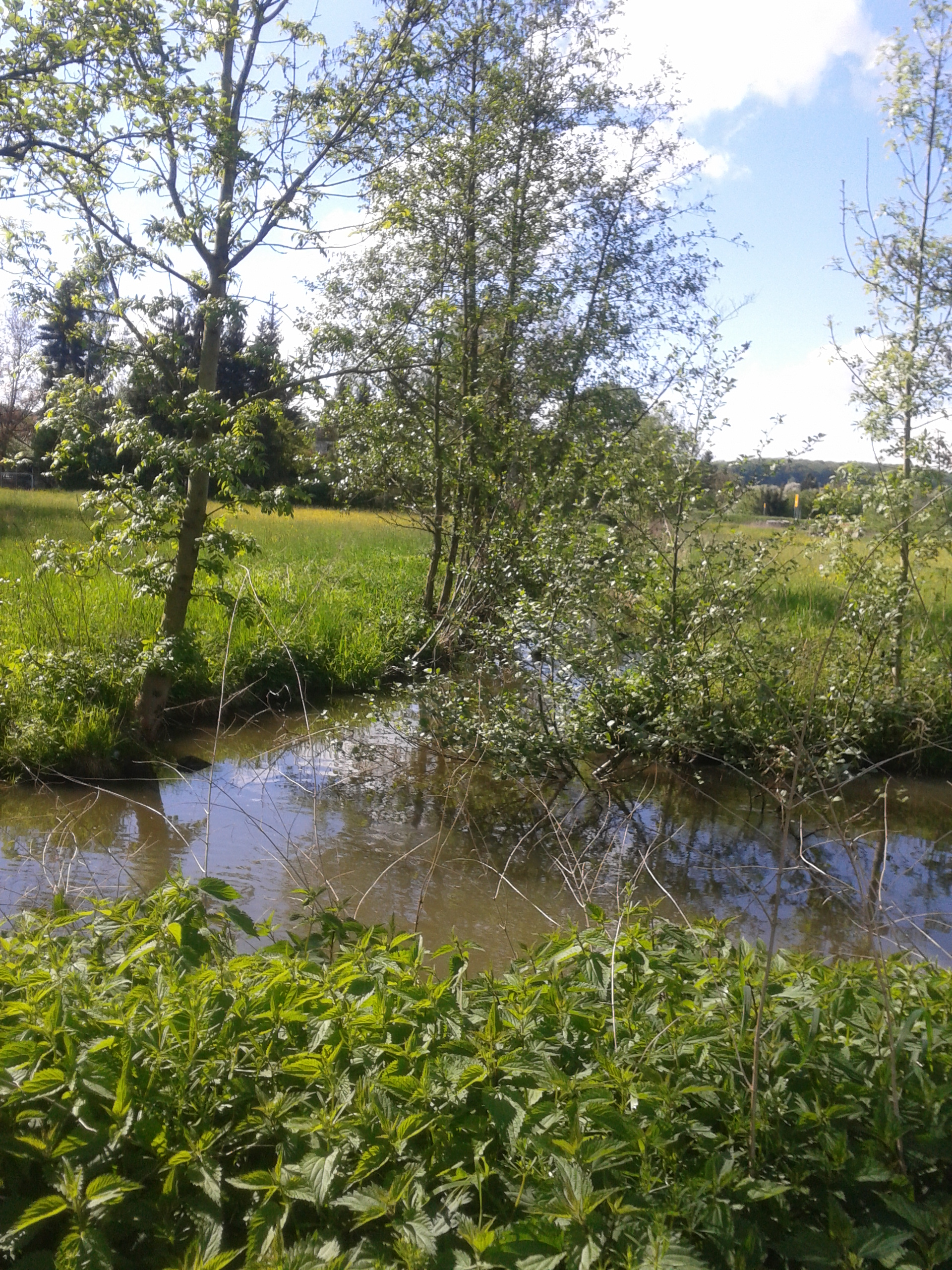
Mündung des Albachs in die Wetter

Er fließt zunächst in westlicher Richtung. Nach der Unterquerung der Albacher Straße (L3129) wechselt er in einen starken Knick die Richtung nach Süden. Nach dem Durchfließen der Mönchsäcker ändert er seine Fließrichtung nach Südwesten und erreicht die gleichnamige Ortschaft Albach. Kurz nach dem Verlassen der Ortschaft wechselt er die Richtung nach Südsüdosten, seiner Hauptfließrichtung, welche er bis zur Mündung beibehält. Südlich des Mühlbergs wird der Albach durch den Steinbach verstärkt. Nicht weit davon befindet sich eine Kläranlage. Nachdem er die B 457 unterquert hat erreicht er das Gebiet der Gemarkung Lich. 
Er fließt an drei Teichen vorbei und mündet schließlich am Ostrand von Lich und südlich der Kreuzung B 457/Oberstadt auf einer Höhe von etwa 240 m ü. NHN von rechts und Nord-Nordwesten in die aus dem Osten heranziehende Wetter.
Sein 6,7 km langer Lauf endet ungefähr 71 Höhenmeter unterhalb seiner Quelle, er hat somit ein mittleres Sohlgefälle von etwa 11 ‰.

### Einzugsgebiet
Das 16,78 km² große Einzugsgebiet des Albachs liegt im Vorderen Vogelsberg und wird über die Wetter, die Nidda, den Main und den Rhein zur Nordsee entwässert.
Es grenzt
- im Nordosten an das der Jossoller, die über den Äschersbach in die Wetter entwässert
- im Westen an das des Lückenbachs, der in den Lahnzufluss Kleebach mündet
- und im Norden an das des Flachsbach, der in die Wieseck mündet.

### Zuflüsse
- Albach (!) [GKZ 24843614] (rechts), 2,3 km
- Steinbach (rechts), 0,5 km

### Flusssystem Wetter
- Fließgewässer im Flusssystem Wetter

### Orte
Der Albach fließt durch folgende Ortschaften:
- Fernwald-Albach
- Lich

## Daten und Charakter
Der Albach ist ein grobmaterialreicher silikatischer Mittelgebirgsbach. Sein Einzugsgebiet ist 1.678,54 ha groß und sein mittlerer Abfluss (MQ) beträgt 62 Liter pro Sekunde. Der ökologische Zustand des Baches wird als unbefriedigend eingeschätzt.